# Tiberio Billò
Tiberio Billò, talvolta citato anche come Tiberio di Billò, o anche Tiberio Billò d'Ansano (fl. XVI secolo), è stato un pittore italiano, manierista attivo a Siena e nella Toscana centrale nella seconda metà del XVI secolo. Forse era originario di Armaiolo.

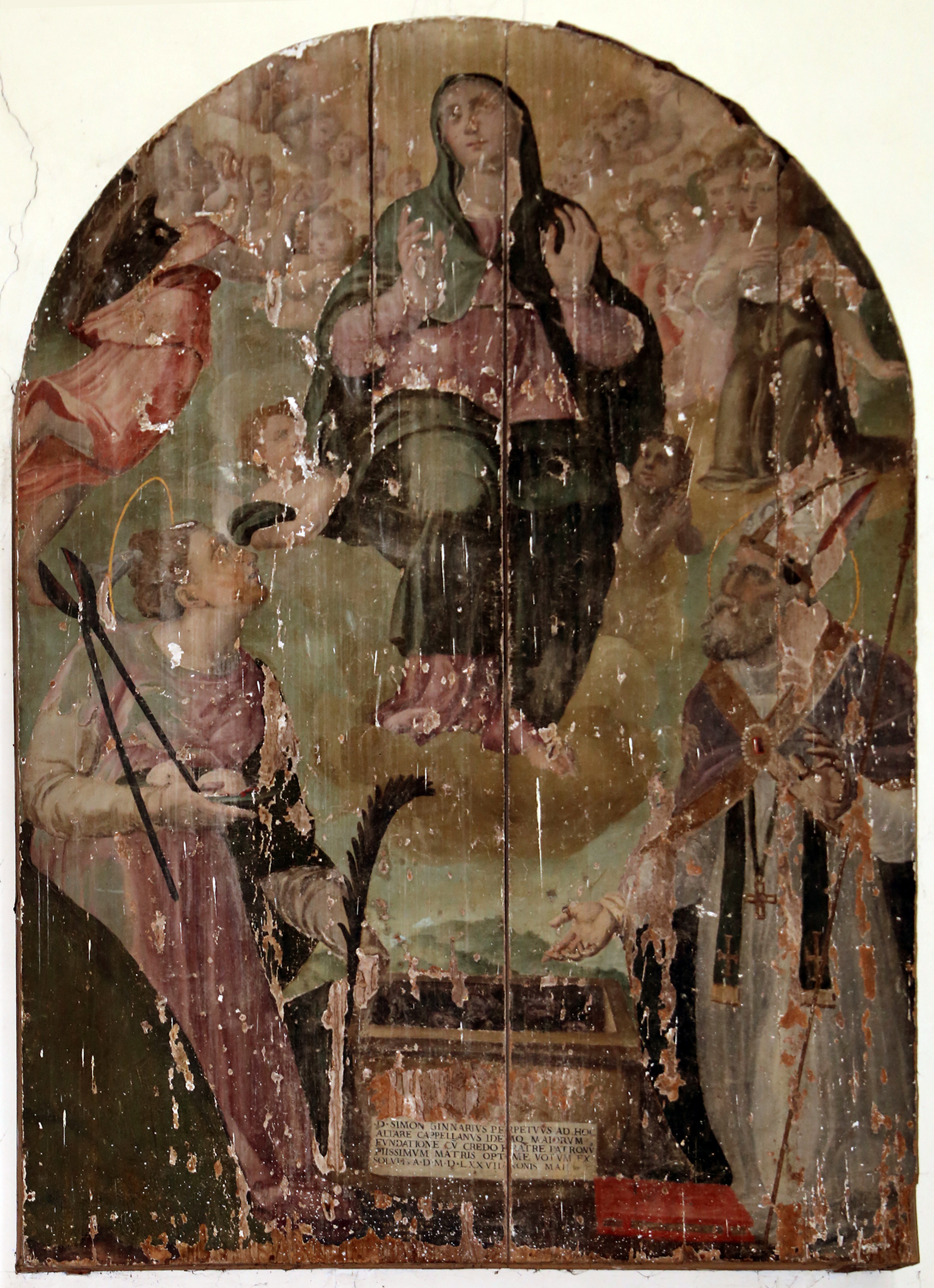
Tiberio Billò, Assunta tra i Santi Agata e Martino (1577), collegiata di Radicondoli.

A lui sono attribuite (l'elenco è incompleto) almeno due Tavolette di Biccherna (Cosimo I de' Medici riceve le insegne di Gran Maestro dell'Ordine di Santo Stefano, luglio 1561 - giugno 1562; Cerere, Bacco e le sette vacche grasse, luglio 1566 - giugno 1567); una Madonna del Rosario collocata nella cattedrale di Montalcino; una tavola del 1577 rappresentante l'Assunta tra Sant'Agata e San Martino nella collegiata di Radicondoli; una raffigurazione della Beata Giulia nella chiesa dei Santi Jacopo e Filippo di Certaldo realizzata presumibilmente nel 1581 (su ante lignee che chiudevano la custodia del corpo della beata); sempre del 1581 sono delle scene mariane e di martìri presenti nella pieve dei Santi Lorenzo e Andrea a Serre di Rapolano; una predella con vita di santi, un San Domenico, tre scomparti di predella (San Pietro e San Paolo, un santo vescovo con monache in preghiera tra Santa Caterina da Siena e un santo; Santo Stefano e San Lorenzo) conservati presso la Pinacoteca nazionale di Siena; una Madonna con Bambino e Santi a Sovicille. Un'opera di Tiberio Billò si trova in Francia: si tratta di una Pentecoste conservata fino al 2019 nella chiesa di Saint-Christophe di Châteaufort (nel dipartimento delle Yvelines) e in seguito depositata presso il Musée des Beaux-Arts di Chartres.